# اوربانیا
اوربانیا (به ایتالیایی: Urbania) یک کومونه در ایتالیا است که در استان پزارو و اوربینو واقع شده‌است.

## خصوصیات
اوربانیا ۷۷٫۸ کیلومترمربع مساحت و ۶٬۸۰۴ نفر جمعیت دارد و ۲۷۳ متر بالاتر از سطح دریا واقع شده‌است.